# Csendszóró
A Csendszóró Kovács Kati kilencedik nagylemeze, platinalemez lett, több mint háromszázezret adtak el belőle. Hanglemezen és kazettán is megjelent, CD-n is kiadták és online változatban is megvásárolható. Az énekesnő több nyilatkozatában említi, hogy ez volt a legtöbb példányban eladott albuma. A lemez külső borítója Herpai Zoltánnak az énekesnőt ábrázoló festményeiből készült, a belső borítón pedig az előadó portréfotója látható.
A dalok zenéjét Koncz Tibor, szövegét Sülyi Péter, Szenes Iván és Bradányi Iván írta.
Kísér: az Universal és a V'73 együttes.
A lemez legnagyobb sikerei az Indián nyár és a Ha legközelebb látlak, melyek az album előtt már kislemezen is sikert arattak. Utóbbi először a Hilton Szálló avatásán hangzott el 1976 szilveszterén, melyet a televízió is közvetített, s a dalból egy csapásra óriási sláger lett nemcsak Magyarországon, de a Szovjetunióban és Kubában is. Érdekessége, hogy a felvétel elején az énekesnő prózában mondja el a dal első mondatát. A dalt a Szovjetunióban Kszenyija Georgiagyi (Ксения Георгиади) énekelte orosz nyelven Мне весело (Mnye veszelo – Vidám vagyok) címmel. Azonban ugyancsak a Szovjetunióban erős akcentussal tarkított magyar nyelven is megjelent 1980-ban a Csarivnyi gitari (Чаривни гитары) együttes lemezén, Не обращаю на тебя внимания (Nem figyelek rád) címmel. Ez a változat 2008-ban CD-n is megjelent Oroszországban.
Az Elégia c. dal oroszul hangzott el egy szovjetunióbeli nemzetközi fesztiválon 1978-ban, és ezt a változatot lemezen is kiadták. 1979 szeptemberében ugyanez a dal holtversenyben második-harmadik helyezést ért el egy, az ausztriai Villachban tartott fesztiválon. Ez utóbbi fesztiválnak köszönhetően az énekesnő német koncertmeghívásokat, rádiós felkéréseket is kapott. Erre a német rendelésre készült a későbbi „Szeretni kéne” c., magyaros népi motívumokkal, diszkóritmusban előadott vidám dala is.
A címadó szerzeményben utcai közlekedési zajokat is felhasznált a zeneszerző.

## Dalok
- A

1. Ha legközelebb látlak. YouTube (Koncz Tibor–Szenes Iván)
2. Unokahúgomnak az V/A-ba (Koncz Tibor–Sülyi Péter)
3. Elégia (Koncz Tibor–Szenes Iván)
4. Nézd a régi képen a lánykát (Koncz Tibor–Szenes Iván)
5. Ha minden elfogyott (Koncz Tibor–Bradányi Iván)
6. Úgy közétek állnék (Koncz Tibor–Szenes Iván)

- B

1. Indián nyár (Losito–Cutugno–Pallavicini–Ward–Bradányi Iván)
2. Hé, srác! (Koncz Tibor–Sülyi Péter)
3. A „Világ Mozgó” (Koncz Tibor–Sülyi Péter)
4. Csendszóró (Koncz Tibor–Sülyi Péter)
5. Búcsú. YouTube (Koncz Tibor–Sülyi Péter)

### Slágerlistás dalok
1977 Ha legközelebb látlak. YouTube
1977 Ha minden elfogyott
1978 Búcsú. YouTube

## Közreműködők
- Kovács Kati – ének
- Koncz Tibor – billentyűs hangszerek, dob, vokál
- Harmónia Vokál (A/1; B/1)
- Hóvirág Gyermekkórus, vezényel Botka Valéria (A/2)
- A Magyar Rádió Vonós Tánczenekara, vezényel Balassa P. Tamás (A/1; B/1)
- Stúdió 11 (A/1)
- Fáy-együttes (B/1)
- Universal együttes (A/2, 4, 5; B/3)
- V'73 együttes (A/3, 6; B/2, 4, 5)

## Kislemez
- Ha legközelebb látlak. YouTube
- Indián nyár

## Televízió
Az Egymillió fontos hangjegy c. tv-műsor 1977. október 22-i adásában a lemez dalaiból a következő összeállítás hangzott el:
1. Unokahúgomnak az V/A-ba
2. A „Világ Mozgó”
3. Mindent, ami szép
4. Búcsú

Tv-felvétel készült még a Ha legközelebb látlak, az Úgy közétek állnék és a Hé, srác c. dalokból is.

## A lemezzel közel egyidőben született dalok
- Mindent, ami szép
- Óh, ha rajtam múlna (kísér: Universal, V’73)
- Rock tanóra

A Mindent, ami szép  1977 februárjában első helyezést ért el a Tessék választani!-n. Az Óh, ha rajtam múlna egy 1977-ben készült rádiófelvétel, mely 1978-ban jelent meg kislemezen. A Rock tanóra pedig 1977 decemberében hangzott el a rádió Belépés nemcsak tornacipőben c. műsorának zenés különkiadásában, melyben a legismertebb magyar zenészek sporttémájú dalokat adtak elő.